# Distretto di Umguza
Il distretto di Umguza è uno dei 7 distretti che compongono la Provincia del Matabeleland Settentrionale, in Zimbabwe. Ha una popolazione 113.265 abitanti e una superficie del 6.043 Km². Era chiamato in passato Distretto di Esiphezini.

## Demografia
| Censimento (Anno) | Popolazione     |
| ----------------- | --------------- |
| 2002              | 74.035          |
| 2012              | 89.687 (+1,9%)  |
| 2022              | 113.265 (+2,4%) |